# Gastón Pizzicanella
Gastón Ezequiel Pizzicanella (San Miguel de Tucumán, Tucumán, 5 de enero de 1990) es un exfutbolista argentino que jugaba como delantero. Es hermano del futbolista Franco Pizzicanella.

## Trayectoria

### Atlético Tucumán
Pizzicanella se formó en la divisiones inferiores de Atlético Tucumán y debutó en el club en el 2010. Jugó en el club hasta el año 2012.

### San Jorge
En el 2012 pasó San Jorge. En el expreso disputó una temporada.

### Lastenia
En 2013 se sumó a Lastenia. En el equipo bandeño tuvo un breve paso.

### Almirante Brown
En 2014 llegó a Almirante Brown. Jugó en el club de Lules por un corto periodo.

### Atlético Chicoana
En el 2015 se mudó a Salta, para jugar en Atlético Chicoana. En el equipo de Chicoana jugó durante un año.

### Deportivo Armenio
En el 2016 viajó a Buenos Aires y se sumó a Deportivo Armenio. En el tricolor jugó la primera mitad del año.

### Deportivo Tabacal
Volvió a Noroeste Argentino a mitad de 2016 y se unió a Deportivo Tabacal.

### Pellegrini
En 2017 se sumó a Pellegrini, donde se retiró del fútbol.

## Clubes
| Club              | País      |
| ----------------- | --------- |
| Atlético Tucumán  | Argentina |
| San Jorge         | Argentina |
| Lastenia          | Argentina |
| Almirante Brown   | Argentina |
| Atlético Chicoana | Argentina |
| Deportivo Armenio | Argentina |
| Deportivo Tabacal | Argentina |
| Pellegrini        | Argentina |